# 斎京村隆
斎京 村隆（さいきょう むらたか）は、戦国時代から江戸時代初期にかけての武士。桑取谷大肝煎家・斎京氏の初代。

## 略歴
父は越後国頸城郡西吉尾の武士・林村氏。林氏は武田氏の一族である下山氏の末裔を称し、桑取谷と呼ばれる地域の有力な武士だった。村隆は斎京氏と名字を改めてその初代となった。桑取谷一帯を支配しており、桑取谷に属する邑の長を肝煎と呼んだ事から、村隆は大肝煎と称されていた。また越後で権力を握った上杉謙信に仕えている。上杉氏の会津移封後も桑取谷の支配者として君臨していた。慶長8年（1603年）、死去。家督は子・三郎左衛門が継いだ。